# Bak (cratère)
Pour les articles homonymes, voir Bak.
Le cratère de Bak est un cratère d'impact de 3,13 km de diamètre situé sur Mars dans le quadrangle d'Amenthes. Il a été nommé en référence à la ville de Bak en Hongrie.